# フォルトゥナーゴ
フォルトゥナーゴ（伊: Fortunago）は、イタリア共和国ロンバルディア州パヴィーア県にある、人口約400人の基礎自治体（コムーネ）。

## 地理

### 位置・広がり

#### 隣接コムーネ
隣接するコムーネは以下の通り。
- ボルゴ・プリオーロ
- ボルゴラット・モルモローロ
- コッリ・ヴェルディ (ルイーノ)
- モンテセーガレ
- ヴァル・ディ・ニッツァ

### 気候分類・地震分類
気候分類では、zona E, 2962 GGに分類される。
また、イタリアの地震リスク階級 (it) では、zona 3 (sismicità bassa) に分類される
。

## 行政

### 分離集落
フォルトゥナーゴには、以下の分離集落（フラツィオーネ）がある。
- Cappelletta, Colombara, Costa Cavalieri, Costa Galeazzi, Gravanago, Molino della Signora, Sant'Eusebio, Scagni

## 文化・観光
「イタリアの最も美しい村」クラブ加盟コムーネである。